# Noppawan Lertcheewakarn
Noppawan Lertcheewakarn (Chiang Mai, 18 novembre 1991) è un'ex tennista tailandese.

## Biografia
Ha iniziato a praticare il tennis all'età di quattro anni.
A livello juniores ha conseguito grandissimi risultati vincendo il Torneo di Wimbledon 2009 - Doppio ragazze insieme a Sally Peers in una finale giocata contro Kristina Mladenovic e Silvia Njirić (punteggio 6-1, 6-1) e il singolo della stessa edizione sconfiggendo in finale 3-6, 6-3, 6-1 Kristina Mladenovic (nell'edizione precedente era stata sconfitta in finale).  Insieme ad Elena Bogdan ha vinto il doppio femminile del Roland Garros 2009 juniores battendo in finale con il punteggio 3–6, 6–3, 10–8 Tímea Babos e Heather Watson (nell'Open di Francia 2009 - Singolare ragazze è stata invece eliminata al primo turno da Richèl Hogenkamp).
Ha raggiunto due finali nel circuito WTA, perdendole poi entrambe. La thailandese è arrivata in semifinale a Pattaya City in coppia con Vera Zvonarëva ma hanno perso in due set contro le cinesi Peng e Zhang.

## Stile di gioco
Noppawan Lertcheewakarn era un counterpuncher, cioè giocava a due mani sia il rovescio sia il diritto. Era intelligente in campo, mostrando buona strategia. Il suo gioco era carente di colpi potenti, ma lei era molto precisa da fondo campo. La sua debolezza principale era il servizio, privo di potenza, di consistenza e di stabilità.
Noppawan aveva come suoi idoli Tamarine Tanasugarn, Monica Seles, Marion Bartoli, e le sorelle Williams.
La Lertcheewakarn è stata allenata da Chuck Kriese.

## Statistiche WTA

### Doppio

#### Sconfitte (1)
| Legenda               |
| --------------------- |
| Grande Slam (0)       |
| Argenti Olimpici (0)  |
| WTA Finals (0)        |
| Premier Mandatory (0) |
| Premier 5 (0)         |
| Premier (0)           |
| International (1)     |

| N. | Data         | Torneo                         | Superficie | Compagna      | Avversarie in finale            | Punteggio        |
| 1. | 6 marzo 2011 | Malaysia Classic, Kuala Lumpur | Cemento    | Jessica Moore | Dinara Safina Galina Voskoboeva | 5-7, 6-2, [5-10] |

## Circuito WTA 125

### Doppio

#### Sconfitte (1)
| N. | Data             | Torneo                  | Superficie | Compagna      | Avversarie in finale               | Punteggio        |
| 1. | 11 novembre 2012 | Royal Indian Open, Pune | Cemento    | Julia Glushko | Nina Bratčikova Oksana Kalašnikova | 0-6, 6-4, [6-10] |

## Grand Slam Junior

### Singolare

#### Vittorie (1)
| Tornei del Grande Slam  |
| ----------------------- |
| Australian Open (0)     |
| Open di Francia (0)     |
| Torneo di Wimbledon (1) |
| US Open (0)             |

| N. | Data          | Torneo                      | Superficie | Avversaria in finale | Punteggio     |
| 1. | 4 luglio 2009 | Torneo di Wimbledon, Londra | Erba       | Kristina Mladenovic  | 3-6, 6-3, 6-1 |

#### Sconfitte (1)
| Tornei del Grande Slam  |
| ----------------------- |
| Australian Open (0)     |
| Open di Francia (0)     |
| Torneo di Wimbledon (1) |
| US Open (0)             |

| N. | Data          | Torneo                      | Superficie | Avversaria in finale | Punteggio     |
| 1. | 5 luglio 2008 | Torneo di Wimbledon, Londra | Erba       | Laura Robson         | 3-6, 6-3, 1-6 |

### Doppio

#### Vittorie (3)
| Tornei del Grande Slam  |
| ----------------------- |
| Australian Open (0)     |
| Open di Francia (1)     |
| Torneo di Wimbledon (1) |
| US Open (1)             |

| N. | Data             | Torneo                      | Superficie  | Compagna     | Avversarie in finale              | Punteggio        |
| 1. | 6 settembre 2008 | US Open, New York           | Cemento     | Sandra Roma  | Mallory Burdette Sloane Stephens  | 6-0, 6-2         |
| 2. | 6 giugno 2009    | Open di Francia, Parigi     | Terra rossa | Elena Bogdan | Tímea Babos Heather Watson        | 3-6, 6-3, [10-8] |
| 3. | 4 luglio 2009    | Torneo di Wimbledon, Londra | Erba        | Sally Peers  | Kristina Mladenovic Silvia Njirić | 6-1, 6-1         |

#### Sconfitte (1)
| Tornei del Grande Slam  |
| ----------------------- |
| Australian Open (0)     |
| Open di Francia (0)     |
| Torneo di Wimbledon (0) |
| US Open (1)             |

| N. | Data              | Torneo            | Superficie | Compagna     | Avversarie in finale                | Punteggio        |
| 1. | 12 settembre 2009 | US Open, New York | Cemento    | Elena Bogdan | Valerija Solov'ëva Maryna Zanevs'ka | 6-1, 3-6, [7-10] |

## Risultati in progressione
| Sigla | Risultato               |
| ----- | ----------------------- |
| V     | Vincitore               |
| F     | Finalista               |
| SF    | Semifinalista           |
| O     | Oro olimpico            |
| A     | Argento olimpico        |
| SF    | Bronzo olimpico         |
| QF    | Quarti di Finale        |
| 4T    | Quarto turno            |
| 3T    | Terzo turno             |
| 2T    | Secondo turno           |
| 1T    | Primo turno             |
| RR    | Round Robin             |
| LQ    | Turno di qualificazione |
| A     | Assente                 |
| ND    | Non disputato           |

| Legenda superfici    |
| -------------------- |
| Cemento              |
| Terra battuta        |
| Erba                 |
| Superficie variabile |

### Singolare nei tornei del Grande Slam
| Torneo          | 2009 | 2010 | 2011 | 2012 | 2013 | 2014 |
| --------------- | ---- | ---- | ---- | ---- | ---- | ---- |
| Australian Open | A    | A    | A    | A    | A    | A    |
| Open di Francia | A    | A    | A    | A    | A    | A    |
| Wimbledon       | A    | 1T   | A    | A    | A    | A    |
| US Open         | A    | A    | 1T   | A    | A    | A    |

### Doppio nei tornei del Grande Slam
| Torneo          | 2009 | 2010 | 2011 | 2012 | 2013 | 2014 |
| --------------- | ---- | ---- | ---- | ---- | ---- | ---- |
| Australian Open | A    | A    | A    | A    | A    | A    |
| Open di Francia | A    | A    | A    | A    | A    | A    |
| Wimbledon       | A    | A    | 1T   | A    | A    | A    |
| US Open         | A    | A    | A    | A    | A    | A    |

### Doppio misto nei tornei del Grande Slam
Nessuna partecipazione